# Coquainvilliers
Coquainvilliers est une commune française située dans le département du Calvados en région Normandie, peuplée de 844 habitants.

## Géographie

### Localisation
Le territoire, situé à quelques kilomètres au nord de Lisieux, est traversé par la route départementale no 48 reliant Lisieux et Pont-l'Évêque (route dite basse à l'ouest de la Touques) et par la RD 270 reliant Coquainvilliers à la RD 45 qui la borde à l'ouest (Lisieux-Villers-sur-Mer, passant par le bourg voisin de Manerbe). Coquainvilliers est au croisement de la vallée de la Touques et du val du Pré d'Auge, son affluent. Le GR 26 passe par Coquainvilliers.
| Le Torquesne | Le Breuil-en-Auge | Le Breuil-en-Auge |
| Manerbe      | Coquainvilliers   | Norolles          |
| Manerbe      | Ouilly-le-Vicomte | Ouilly-le-Vicomte |

### Hydrographie
La commune est située dans le bassin Seine-Normandie. Elle est drainée par la Touques, le Pre Dauge, le ruisseau de Formentin, le fossé 01 du Bailleul, le fossé 01 des Ferreys, le fossé 02 de la commune de Coquainvilliers, le fossé 01 de la Source Crétof, des bras de la Touques et  et un autre petit cours d'eau,.
La Touques, d'une longueur de 108 km, prend sa source dans la commune de Champ-Haut et se jette  dans la baie de Seine en limite de Trouville-sur-Mer et de Deauville, après avoir traversé 42 communes. 

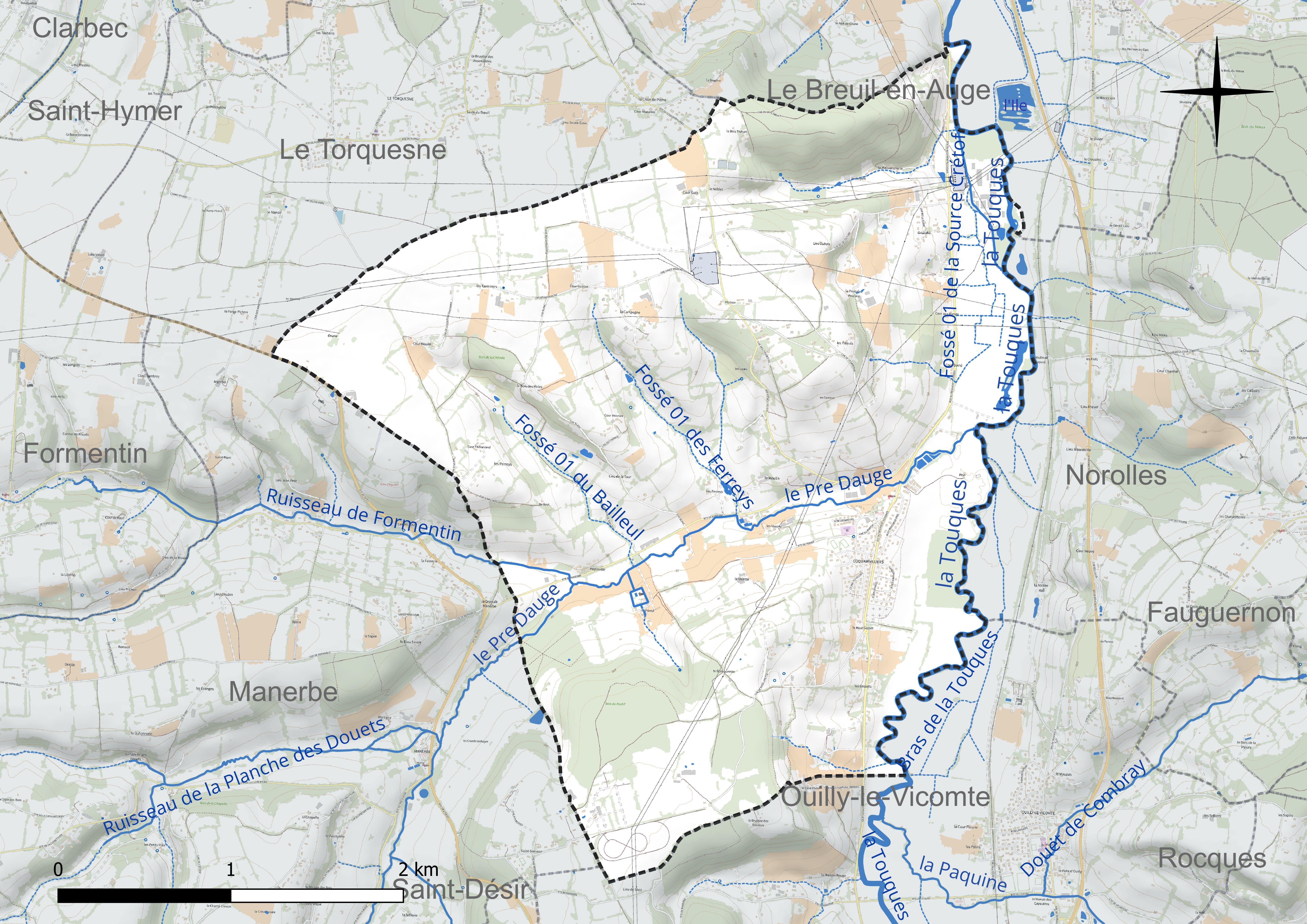
Réseau hydrographique de Coquainvilliers.

### Climat
Pour des articles plus généraux, voir Climat de la Normandie et Climat du Calvados.
En 2010, le climat de la commune est de type climat océanique altéré, selon une étude du CNRS s'appuyant sur une série de données couvrant la période 1971-2000. En 2020, Météo-France publie une typologie des climats de la France métropolitaine dans laquelle la commune est exposée à un climat océanique et est dans la région climatique Côtes de la Manche orientale, caractérisée par un faible ensoleillement (1 550 h/an) ; forte humidité de l'air (plus de 20 h/jour avec humidité relative > 80 % en hiver), vents forts fréquents. Parallèlement le GIEC normand, un groupe régional d'experts sur le climat, différencie quant à lui, dans une étude de 2020, trois grands types de climats pour la région Normandie, nuancés à une échelle plus fine par les facteurs géographiques locaux. La commune est, selon ce zonage, exposée à un « climat contrasté des collines », correspondant au Pays d'Auge, Lieuvin et Roumois, moins directement soumis aux flux océaniques et connaissant toutefois des précipitations assez marquées en raison des reliefs collinaires qui favorisent leur formation.
Pour la période 1971-2000, la température annuelle moyenne est de 10,8 °C, avec  une amplitude thermique annuelle de 13 °C. Le cumul annuel moyen de précipitations est de 779 mm, avec 12,4 jours de précipitations en janvier et 8,1 jours en juillet. Pour la période 1991-2020, la température moyenne annuelle observée sur la station météorologique la plus proche, située sur la commune de Lisieux à 6 km à vol d'oiseau, est de 11,7 °C et le cumul annuel moyen de précipitations est de 881,4 mm,. Pour l'avenir, les paramètres climatiques de la commune estimés pour 2050 selon différents scénarios d'émission de gaz à effet de serre sont consultables sur un site dédié publié par Météo-France en novembre 2022.

## Urbanisme

### Typologie
Au 1er janvier 2024, Coquainvilliers est catégorisée commune rurale à habitat dispersé, selon la nouvelle grille communale de densité à 7 niveaux définie par l'Insee en 2022.
Elle est située hors unité urbaine. Par ailleurs la commune fait partie de l'aire d'attraction de Lisieux, dont elle est une commune de la couronne,. Cette aire, qui regroupe 57 communes, est catégorisée dans les aires de 50 000 à moins de 200 000 habitants,.

### Occupation des sols
L'occupation des sols de la commune, telle qu'elle ressort de la base de données européenne d'occupation biophysique des sols Corine Land Cover (CLC), est marquée par l'importance des territoires agricoles (85,8 % en 2018), en diminution par rapport à 1990 (88,5 %). La répartition détaillée en 2018 est la suivante : 
prairies (71,9 %), terres arables (10,2 %), forêts (7,3 %), espaces verts artificialisés, non agricoles (4,2 %), zones agricoles hétérogènes (3,7 %), zones urbanisées (2,7 %). L'évolution de l'occupation des sols de la commune et de ses infrastructures peut être observée sur les différentes représentations cartographiques du territoire : la carte de Cassini (XVIIIe siècle), la carte d'état-major (1820-1866) et les cartes ou photos aériennes de l'IGN pour la période actuelle (1950 à aujourd'hui).

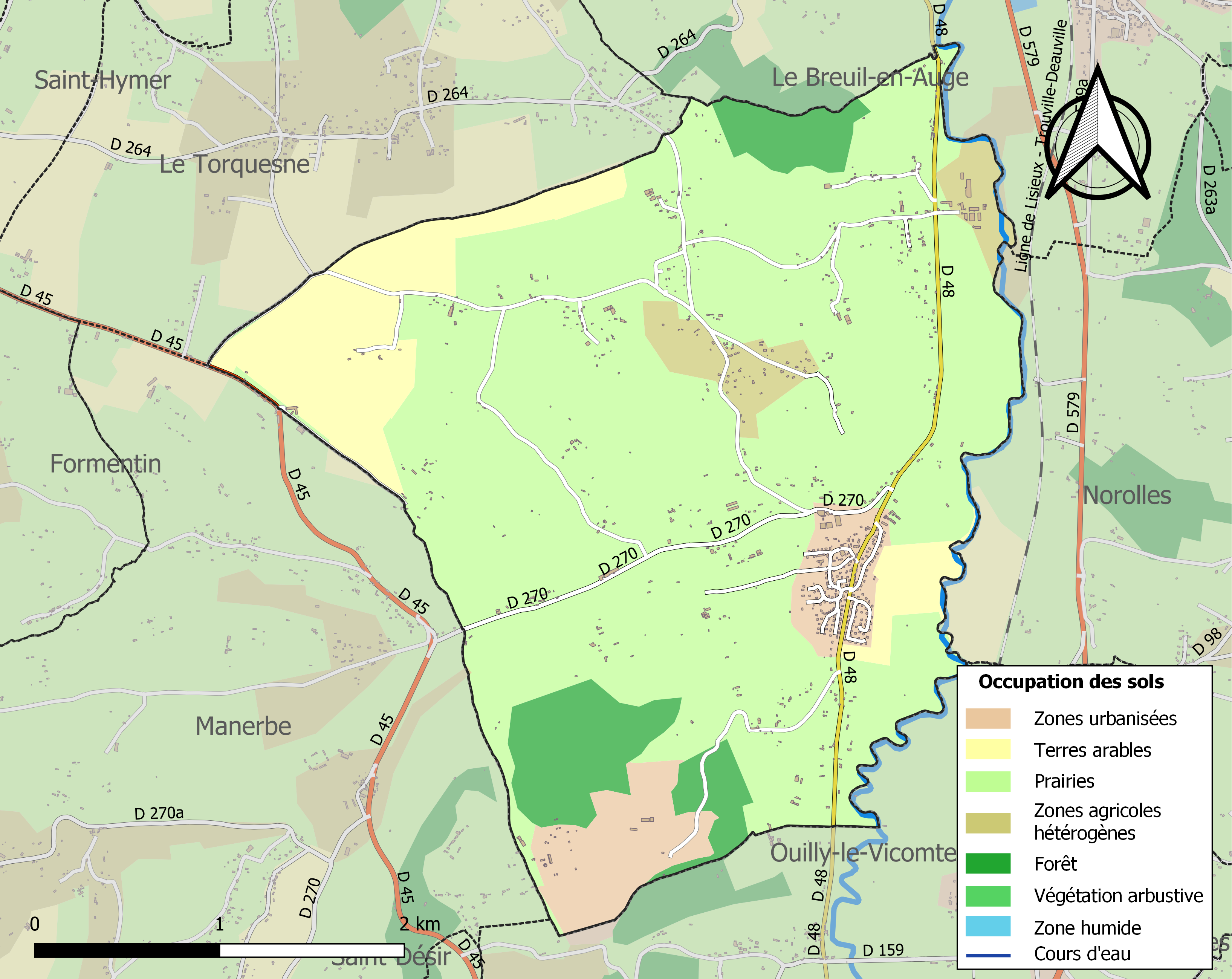
Carte des infrastructures et de l'occupation des sols de la commune en 2018 (CLC).

## Toponymie
Le nom de la localité est attesté sous les formes Cauquainvilla en 1172,, Cauquenviler en 1197, Chaukainviler et Cauquainvilliers en 1198 et Couquainviller en 1319. Il serait issu d'un anthroponyme germanique tel que Gaugenus, ou le féminin Gaugina. L'élément Villiers est issu du gallo-roman villare (voire ici tardivement de villa si l'on considère la forme de 1172).
Le gentilé est Coquainvillais.

## Histoire
Coquainvilliers a été le domaine de la marquise de Prie, dont le manoir, en ruines, subsiste dans les herbages de la vallée, à faible distance du bourg.
Paul Cornu, marchand de cycles à Lisieux, a été le premier homme à y avoir décollé à bord d'un hélicoptère de sa fabrication, le 13 novembre 1907. Un lycée professionnel de cette ville porte son nom.

## Politique et administration
| Période                                  | Période      | Identité                    | Étiquette | Qualité                                                              |
| ---------------------------------------- | ------------ | --------------------------- | --------- | -------------------------------------------------------------------- |
| avant 1981                               | janvier 1985 | Pierre Levasseur            | SE        | Chef d'entreprise                                                    |
| 1989                                     | mars 2008    | Michel Picot                | SE        | Fonctionnaire Sécurité sociale                                       |
| mars 2008                                | mars 2014    | Yves Victor                 | SE        | Retraité de l'enseignement                                           |
| mars 2014                                | En cours     | Évelyne Sophie (Le Barbier) | SE        | Secrétaire-comptable, suppléante du député MoDem Christophe Blanchet |
| Les données manquantes sont à compléter. |              |                             |           |                                                                      |

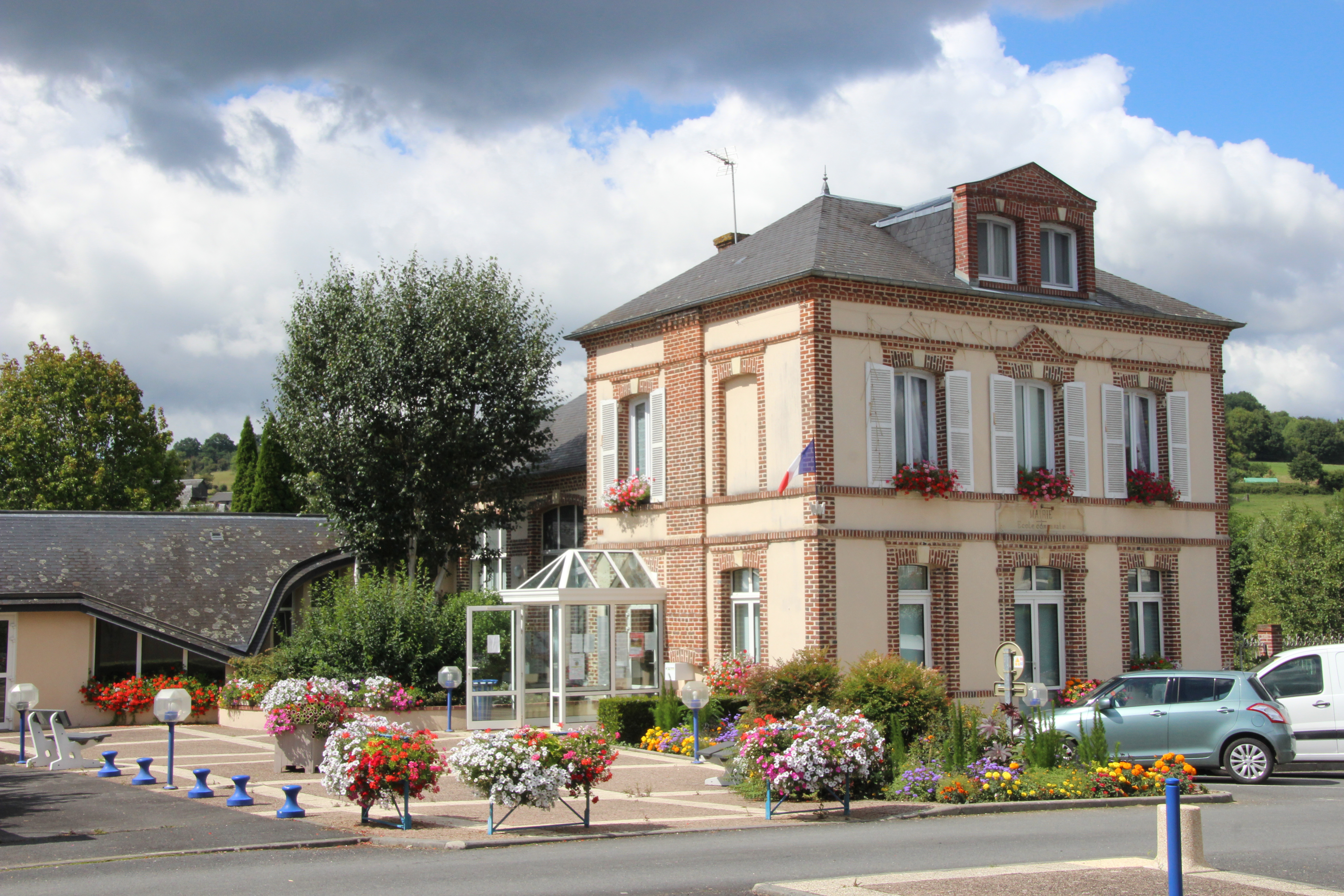
La mairie.

Le conseil municipal est composé de quinze membres dont le maire et trois adjoints.

## Démographie
L'évolution du nombre d'habitants est connue à travers les recensements de la population effectués dans la commune depuis 1793. Pour les communes de moins de 10 000 habitants, une enquête de recensement portant sur toute la population est réalisée tous les cinq ans, les populations de référence des années intermédiaires étant quant à elles estimées par interpolation ou extrapolation. Pour la commune, le premier recensement exhaustif entrant dans le cadre du nouveau dispositif a été réalisé en 2005.
En 2022, la commune comptait 844 habitants, en évolution de −1,75 % par rapport à 2016 (Calvados : +1,58 %, France hors Mayotte : +2,11 %).
| 1793 | 1800 | 1806 | 1821 | 1831 | 1836 | 1841 | 1846 | 1851 |
| ---- | ---- | ---- | ---- | ---- | ---- | ---- | ---- | ---- |
| 717  | 719  | 713  | 670  | 605  | 606  | 593  | 584  | 535  |

| 1856 | 1861 | 1866 | 1872 | 1876 | 1881 | 1886 | 1891 | 1896 |
| ---- | ---- | ---- | ---- | ---- | ---- | ---- | ---- | ---- |
| 487  | 446  | 458  | 455  | 526  | 530  | 536  | 485  | 422  |

| 1901 | 1906 | 1911 | 1921 | 1926 | 1931 | 1936 | 1946 | 1954 |
| ---- | ---- | ---- | ---- | ---- | ---- | ---- | ---- | ---- |
| 373  | 381  | 339  | 358  | 390  | 425  | 416  | 412  | 414  |

| 1962 | 1968 | 1975 | 1982 | 1990 | 1999 | 2005 | 2006 | 2010 |
| ---- | ---- | ---- | ---- | ---- | ---- | ---- | ---- | ---- |
| 415  | 427  | 523  | 669  | 712  | 765  | 723  | 809  | 852  |

| 2015 | 2020 | 2022 | - | - | - | - | - | - |
| ---- | ---- | ---- | - | - | - | - | - | - |
| 867  | 844  | 844  | - | - | - | - | - | - |

## Économie
- Gîtes de séjour et chambres d'hôtes.
- Cidrerie et distillerie de calvados, marque de tradition Boulard, anciennement restaurant où l'on mange dans des tonneaux. Même groupe que le Père Magloire à Pont-l'Évêque. Société créée au XIXe siècle (lieu-dit le Moulin).
- Fabrication de palettes (groupe PGS, ex-société Perurena).
- Transformateur EDF.
- Transport collectif mis à disposition des habitants.
- En 1936 existait encore une briqueterie au lieu-dit Goulafre[36].

## Culture locale et patrimoine

### Lieux et monuments
- Fontaine vouée à saint Martin.
- Le manoir du Pontif fait l'objet d'une inscription au titre des Monuments historiques depuis le 4 juillet 2005[37].
- Église Saint-Martin, du XVIIe siècle, implantée sur un promontoire élevé dominant la vallée de la Touques. Clocher normand d'ardoises à tour carrée et flèche à couverture octogonale. L'église est illuminée le soir. Elle abrite une grande cloche nommé Louise Adrienne et une petite cloche nommée Marie Célestine Augustine, fondues vers 1867-1868 par les Établissements Louis Bollée au Mans (Sarthe), une poutre de toiture en bois avec forme en T et un maître-autel avec retable baroque. La charpente est datée de 1686.
- Le manoir de la marquise de Prie, abandonné, est situé dans un herbage auprès de la Touques. En 1832, selon le cadastre, il appartenait à monsieur Devilliers et comportait plusieurs bâtiments[réf. nécessaire].
- Illuminations de Noël.
- Maisons augeronnes à pans de bois.

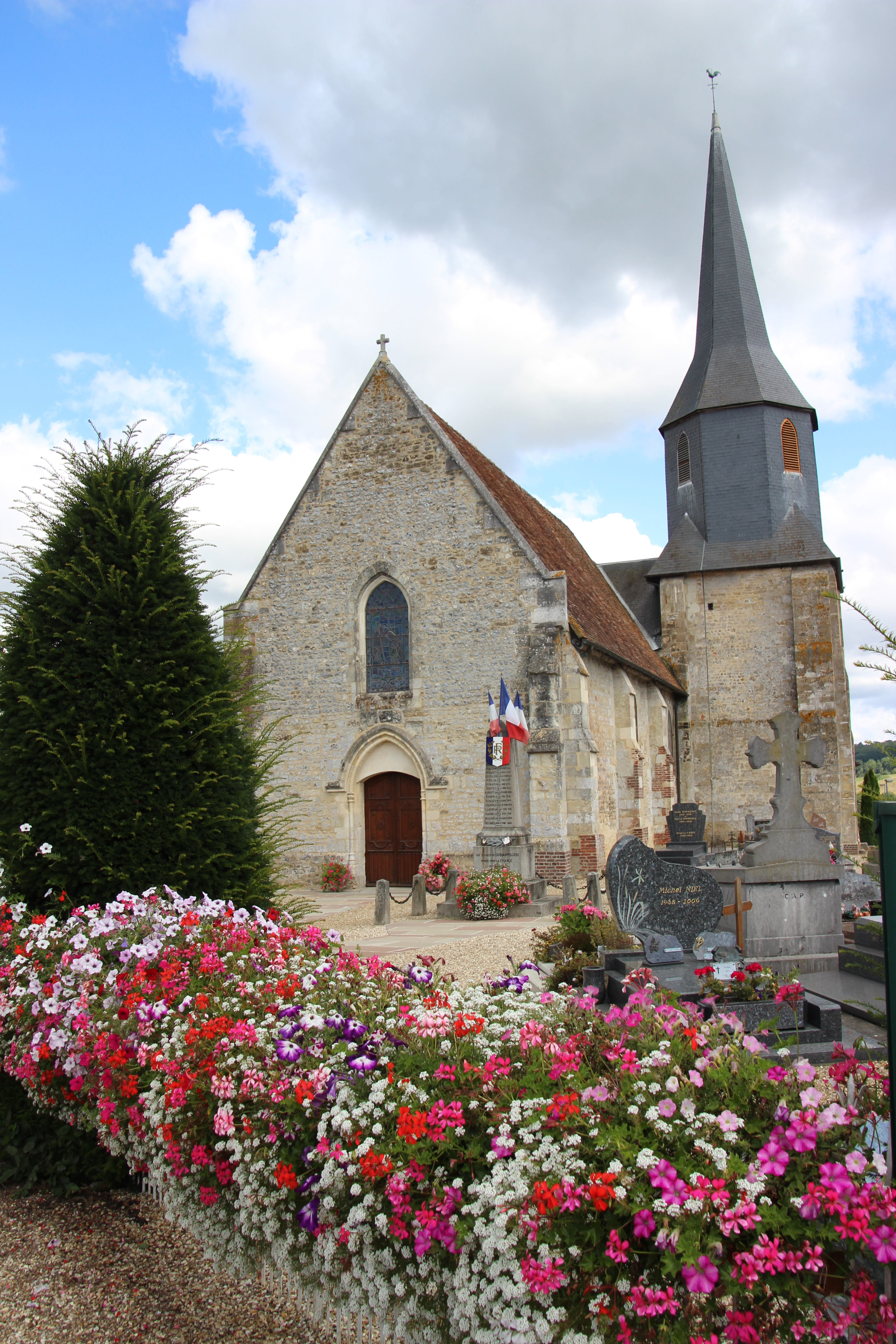
L'église Saint-Martin.
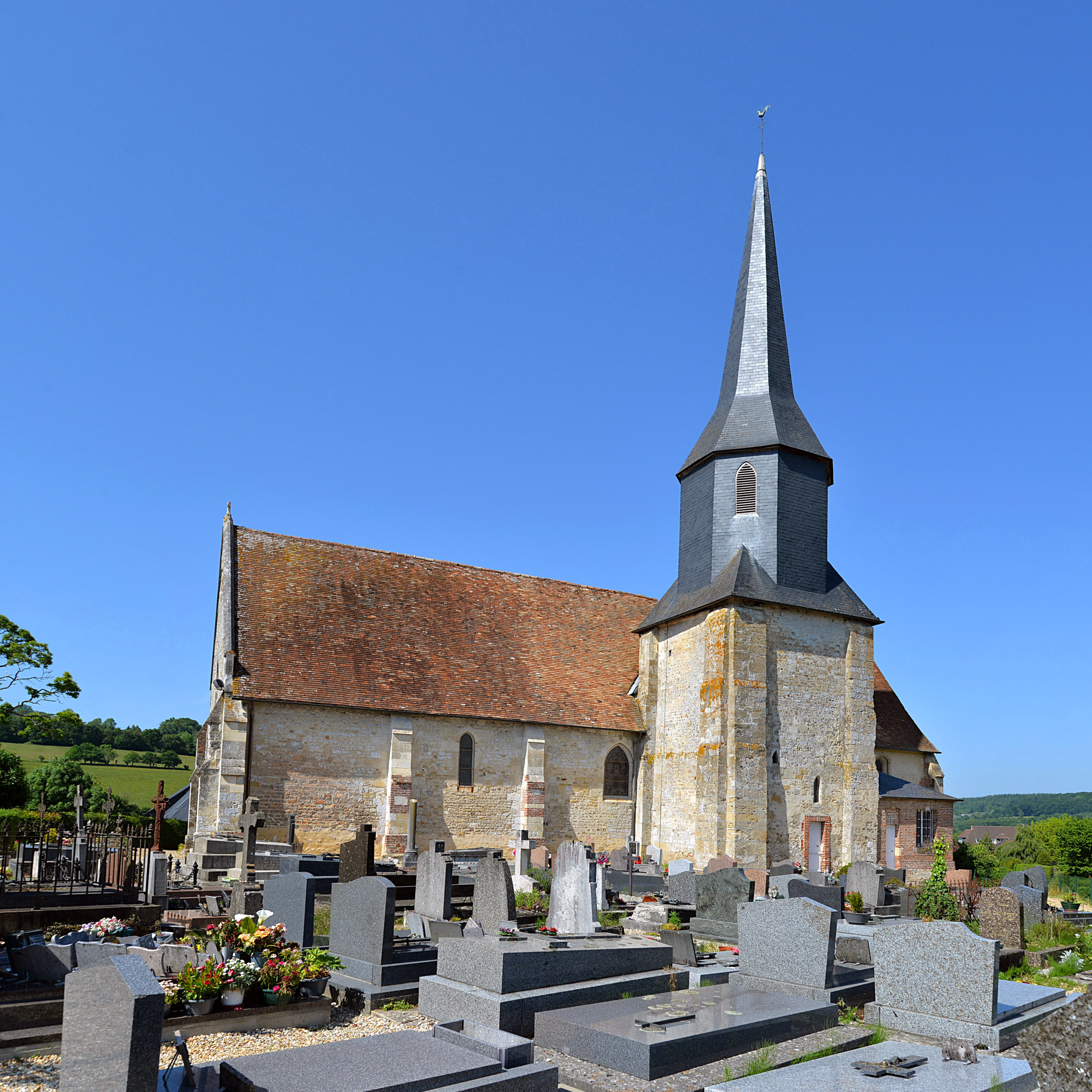
L'église Saint-Martin.
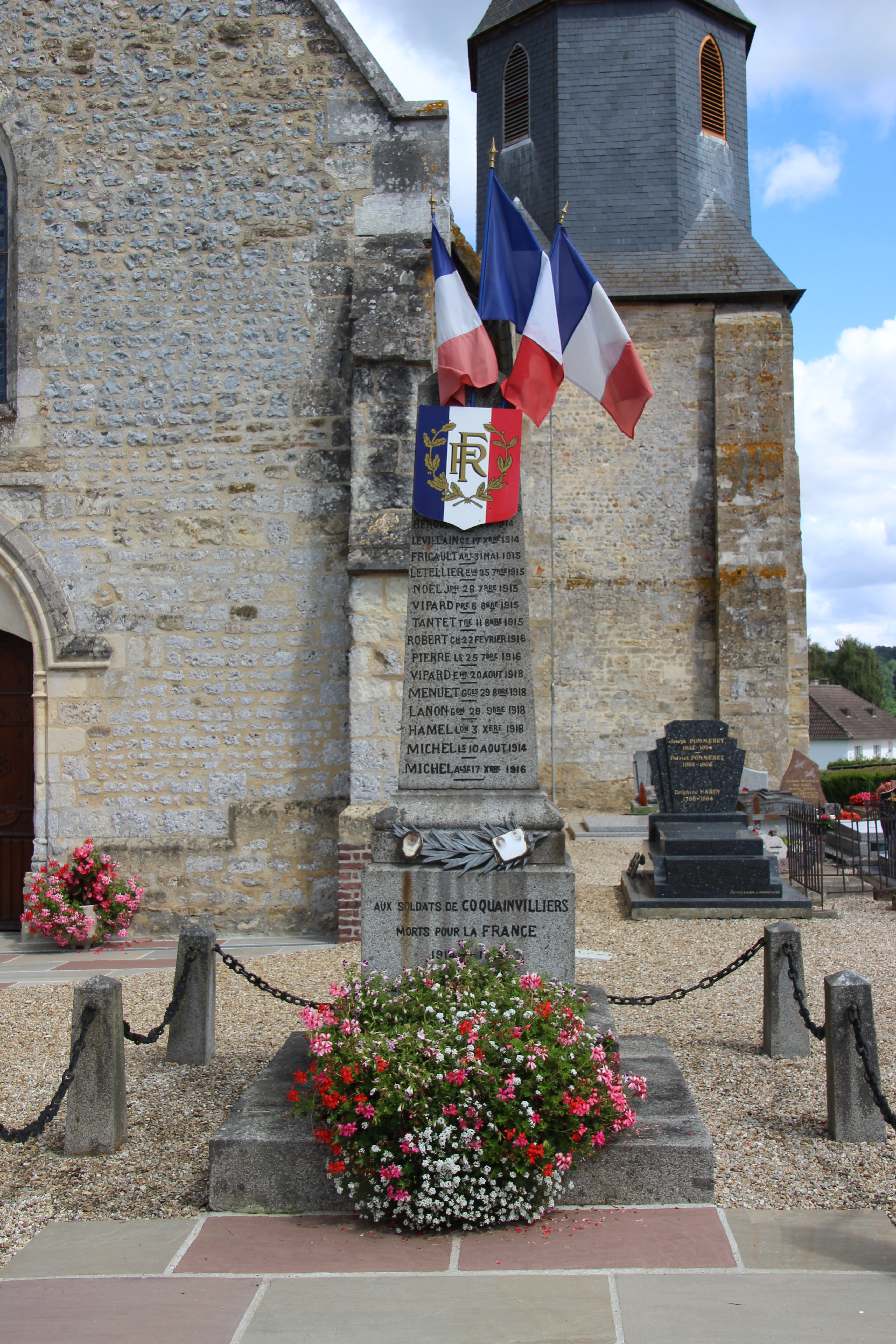
Le monument aux morts.
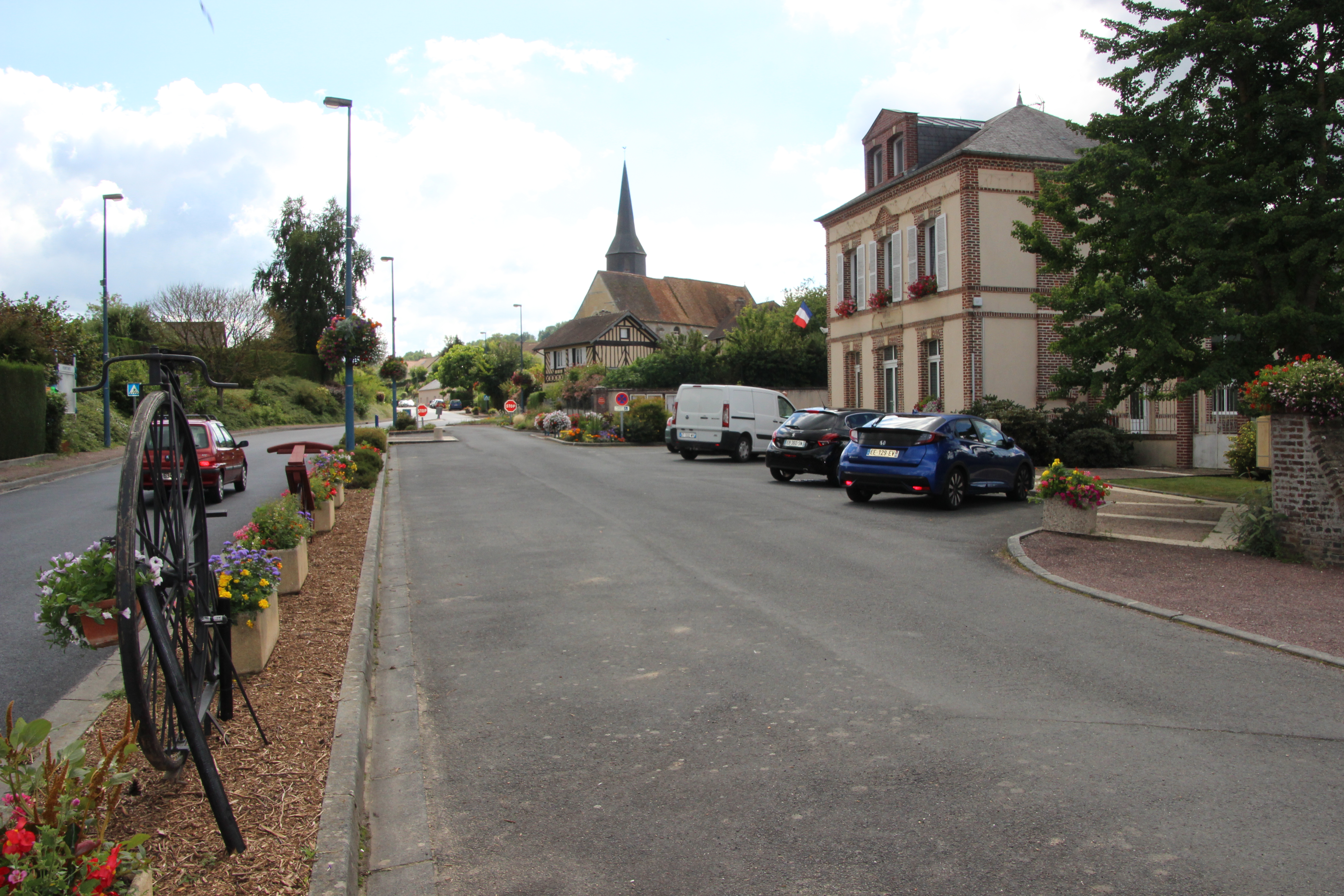
Vue du village.

### Activité, label et manifestations

#### Jumelages
- Creech St Michael (Royaume-Uni) depuis 1995, comté du Somerset, 2 400 habitants.

#### Label
La commune est une ville fleurie (trois fleurs) au concours des villes et villages fleuris.

#### Activité
- Pêche protégée dans la Touques (truites de mer…).
- Visite et découverte de la ferme d'Argentel, élevage de porc de Bayeux (race normande patrimoniale ancienne). Élevage en plein air ayant reçu le premier prix de l'agrobiodiversité animale décerné par la fondation du patrimoine au Salon international de l'agriculture de Paris 2019[réf. nécessaire]

### Personnalités liées à la commune
- Louis Peulevey (1815 à Coquainvilliers - 1885), avocat, homme politique, député du Havre, dont le frère Théodule sera maire de Lisieux.
- Paul Cornu (1881-1944), inventeur et aviateur, dont le lycée professionnel de Lisieux porte le nom. Il est le premier à avoir fait décoller un hélicoptère de sa fabrication à Coquainvilliers, le 13 novembre 1907. Paul Cornu (alors âgé de 26 ans) effectue le premier décollage vertical d'un engin motorisé sans élan. Une semaine plus tard, il recommencera l'expérience avec une machine améliorée pesant 330 kg. Cette fois-ci, il est à bord, mais, fort de l'expérience du 13 novembre, a pris soin d'amarrer l'engin avec de fortes cordes. Il meurt sous les bombes des Alliés à 62 ans en 1944.
- Philippe Trouvé (1936-2005), peintre et poète, y a installé un atelier.

### Héraldique
| Blason de Coquainvilliers | Blason  | De gueules aux trois cœurs de lys d'or. |
| Blason de Coquainvilliers | Détails |                                         |